# Salone dell'automobile di Seul
Il Salone dell'automobile di Seul (in inglese Seoul Motor Show) è un salone dell'automobile che si svolge ogni due anni ad aprile in Corea del Sud.
È organizzato presso il KINTEX (Korea International Exhibition Center) a Goyang, nella provincia di Gyeonggi. Nella sua organizzazione è coinvolta la Korea Automobile Manufacturers Association (KAMA). Il salone è riconosciuto dall'OICA.

## 2008

### Concept Car
- Kia KND-5